# Point-Liner-System
Das Point-Liner-System (kurz PL-System) ist ein partielles Reparaturverfahren für die grabenlose Kanalsanierung, das von der Firma Bodenbender entwickelt wurde. Die grabenlose Kanalsanierung umfasst eine Reihe von Reparaturverfahren, bei denen unterirdische Infrastruktur, wie Entsorgungs- und Versorgungsleitungen, instandgehalten werden. Instandhaltungsmaßnahmen an unterirdischen Leitungssystemen können aufgrund von Verschleiß durch z. B. Alterung, Ermüdung oder Schäden notwendig sein.

## Vorteile des grabenlosen Verfahrens
Eine grabenlose Kanalsanierung (je nach Situation gleichzusetzen mit grabenloser Rohrsanierung) hat den Vorteil, dass die oberirdische Infrastruktur, wie Asphaltdecken, Fußgängerwege oder Straßen, zum Teil vollständig erhalten bleiben können. Dies reduziert die äußerlichen Unannehmlichkeiten, wie die Lärm- oder Staubbelastung für die Anwohner und Verkehrsteilnehmer, die durch die notwendigen Arbeiten in Zusammenhang mit der Kanalsanierung entstehen würden. Vor allem bei infrastrukturell hochfrequentierten Knotenpunkten, wie viel befahrene Straßen und Hauptverkehrsrouten, kann auf zeitintensive Sperrungen und Teilsperrungen zum Teil komplett verzichtet werden. Auf einen Erdaushub zum Zwecke der Kanalisationsarbeiten kann zum größten Teil ebenfalls verzichtet werden und hilft dabei, die Umwelt (z. B. Baumwurzeln) zu schützen. Die Kanalsanierung mit dem Point-Liner-Verfahren von Bodenbender hilft, Zeit und Kosten zu sparen und sowohl die ökologische als auch die ökonomische Belastung durch die Instandsetzungsmaßnahmen auf ein Minimum zu reduzieren. Das Point-Liner-Verfahren eignet sich somit für die partielle Sanierung von Rohren, Rohrleitungen und Abwasserrohren.

## Partielle Sanierung mittels PL-System
Das von der Bodenbender GmbH entwickelte partielle Sanierungsverfahren ist an einzelnen beschädigten Rohrsegmenten punktuell einsetzbar. Dabei eignet sich das partielle Verfahren besonders dann, wenn der Großteil der Rohrleitung unbeschädigt ist. Nach der Außerbetriebnahme des beschädigten Rohrbereiches wird der beschädigte Teil abgetrennt und ein Rohrstück mit glatten Enden eingesetzt. Anschließend wird mit einer Manschettendichtung die dauerhafte Verbindung hergestellt. Der Anwendungsbereich reicht von großen Undichtigkeiten, schadhaften Abzweigungen, defekten Stutzen und wenn andere (beispielsweise innere) Sanierungstechniken wirtschaftlich oder technisch nicht geeignet erscheinen. Ebenfalls ist es bei allen o. a. Rohrwerkstoffen und ab einem Durchmesser von DN 100 einsetzbar.

## Anwendungsbereiche des PL-Systems
Die Sanierung eines Kanals mit dem Point-Liner-System ermöglicht eine punktgenaue Instandsetzung von beschädigten Stellen, undichten Muffen, kleinen Versätzen, brüchigen Rohrstücken und eine partielle Sanierung im Leitungsverlauf. Das Sanierungsverfahren repariert Leitungen, die nach DIN 1986-3 zum Zwecke der Abwasserableitung dienen. Das PL-Verfahren ist bei Rohrdurchmessern von Kreisprofilen von DN 100 bis DN 600 und unter Berücksichtigung der statischen Voraussetzungen der Rohrleitung einsetzbar. Es repariert dabei das Rohrsystem von innen und ist auch bei Hindernissen, wie eingewachsenen Wurzeln oder bei Scherbenbildung, einsetzbar. Unter der Voraussetzung, dass das bestehende Altrohr-System noch über eine ausreichende Tragfähigkeit und eine funktionsfähige seitliche Bettung verfügt, können die nachfolgenden Materialien und Schäden an Rohrleitungen repariert werden.
Folgende Rohrmaterialien können mittels PL-Verfahren repariert werden:
- Beton
- PVC-U
- Stahlbeton
- Faserzement
- GFK
- Gusseisen
- Steinzeug

Folgende Schäden an Rohren aus den o. a. Materialien können mit dem PL-Verfahren repariert werden:
- Undichtigkeiten

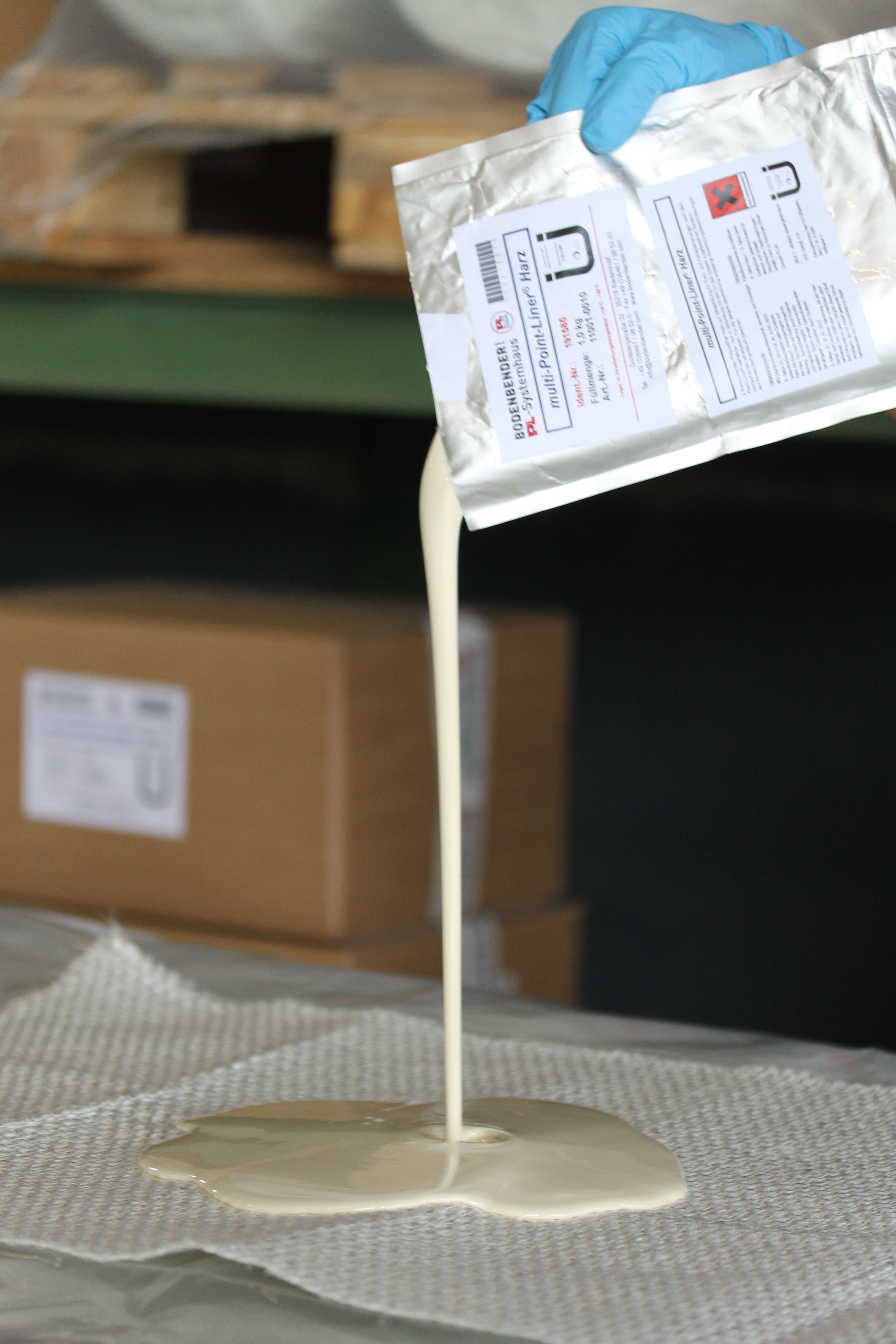
Tränken der Glasfasermatte mit Multi-PL-Harz

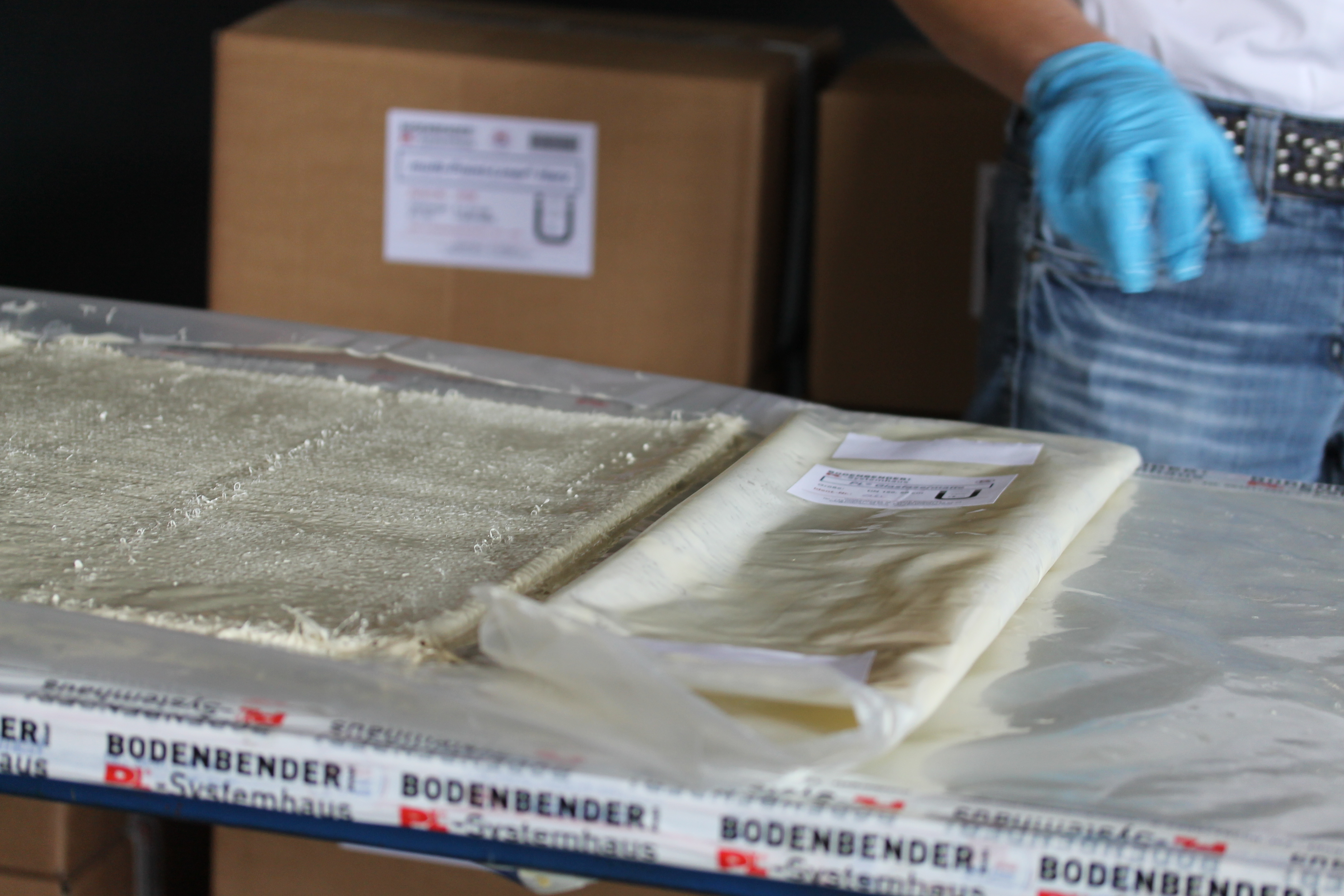
Arbeitsfolie aufklappen

- mechanischer und alterungsbedingter Verschleiß
- kleine Ausbrüche
- Lageabweichungen
- Längs- und Querrisse
- undichte Rohrverbindungen
- Scherbenbildung

Das System besteht aus einem Trägermaterial (z. B. Glasfasergewebe), das am Einsatzort mit einem mehr komponentigen Harz getränkt wird. Anschließend wird das Harzsystem (Trägermaterial) mit einem sogenannten Packer an die beschädigte Stelle im Rohrsystem transportiert und durch Druck zur Expansion gebracht. Dabei drückt der Packer das in Harz getränkte Trägermaterial an die Rohrwand, überschüssiges Harz dringt in die beschädigten Stellen des Rohres ein und dichtet dieses ab. Das Harz im Trägermaterial reagiert auf die Umgebungstemperaturen und verklebt gleichzeitig das Altrohr form- und kraftschlüssig. Durch die Verklebung und Aushärtung wird die Undichtigkeit abgedichtet, ohne das Altrohr zu entfernen und durch ein neues Rohr zu ersetzen. Während des Vorganges wird das betroffene Rohr mit einer Kamera überwacht, um einen reibungslosen Arbeitsablauf zu garantieren. Mit dem Point-Liner-System von Bodenbender können Rohrlängen von 0,5 bis 5 Meter in einem Arbeitsablauf saniert werden. Für Bögen in Rohrleitungen kommen sogenannte „Bogenpacker“ zum Einsatz, sodass Biegeradien von bis zu 87° mit dem Verfahren instandgesetzt werden können.

### Arbeitsschritte bei der Sanierung mit dem PL-Verfahren
Bei der Sanierung mit dem Point-Liner-System sind folgende Schritte (Kurzform) notwendig:
1. Vorarbeiten: Reinigung der Halterung, Kamerabefahrung der Stelle, Kontrolle der Nennweite, Funktionstest der Geräte
2. Herstellung eines Glasfaser-Laminates: Vorbereitung des PL-Packers (Point Strecht und Special Agent) und Auftragen von Multi-Point-Liner-Harz auf PL-Glasfasermatte
3. Positionieren des Laminates mit einem PL-Packer an der betroffenen Stelle
4. Beaufschlagen des Packers mit Druck
5. Verpressen und Aushärtung des Harzes
6. Packer aus der Rohrleitung entfernen
7. Kamerakontrolle, Dichtheitsprüfung nach 48 Stunden Aushärtung